# 1939 en football canadien
Chronologie
Saison précédente Saison suivante
1939 est la 55e saison depuis la fondation de la Canadian Rugby Football Union en 1884.

## Événements
L'équipe de Montréal est de nouveau réorganisée et prend le nom de Royals. 
Les deux meilleures équipes de la Ontario Rugby Football Union, les Imperials de Sarnia et le Balmy Beach de Toronto, demandent à être admis dans la  Interprovincial Rugby Football Union, mais cela leur est à nouveau refusé.

## Classements
| Clt   | Équipe                   | PJ | V  | D | N | BP  | BC  | Pts |
| ----- | ------------------------ | -- | -- | - | - | --- | --- | --- |
| +001, | Blue Bombers de Winnipeg | 12 | 10 | 2 | 0 | 201 | 103 | 20  |
| +002, | Roughriders de Regina    | 12 | 6  | 6 | 0 | 84  | 136 | 12  |
| +003, | Bronks de Calgary        | 11 | 4  | 7 | 0 | 144 | 123 | 8   |
| +004, | Eskimos d'Edmonton       | 11 | 3  | 8 | 0 | 80  | 147 | 6   |

| Clt   | Équipe                | PJ | V | D | N | BP  | BC | Pts |
| ----- | --------------------- | -- | - | - | - | --- | -- | --- |
| +001, | Rough Riders d'Ottawa | 6  | 5 | 1 | 0 | 145 | 44 | 10  |
| +002, | Argonauts de Toronto  | 6  | 4 | 1 | 1 | 58  | 43 | 9   |
| +003, | Tigers de Hamilton    | 6  | 2 | 4 | 0 | 29  | 84 | 4   |
| +004, | Royals de Montréal    | 6  | 0 | 5 | 1 | 23  | 84 | 1   |

### Ligues provinciales
| Clt   | Équipe                 | PJ | V | D | N | BP | BC  | Pts |
| ----- | ---------------------- | -- | - | - | - | -- | --- | --- |
| +001, | Wetmount Football Club | 6  | 4 | 1 | 1 | 71 | 45  | 9   |
| +002, | Imperials de Sarnia    | 5  | 3 | 1 | 1 | 64 | 32  | 7   |
| +002, | Balmy Beach de Toronto | 5  | 3 | 2 | 0 | 52 | 21  | 6   |
| +003, | Peterborough           | 6  | 0 | 6 | 0 | 16 | 105 | 0   |

## Séries éliminatoires

### Demi-finale WIFU
- 4 novembre: Calgary 24 - Regina 17

### Finale WIFU
- 11 novembre : Calgary 13 - Winnipeg 7
- 18 novembre : Winnipeg 28 - Calgary 7

Les Blue Bombers de Winnipeg gagnent la série 35-20 et passent au match de la coupe Grey.

### Demi-finales de l'Est
- 18 novembre : Toronto 0 - Ottawa 11
- 25 novembre : Ottawa 28 - Toronto 6

Les Rough Riders d'Ottawa gagnent la série 39-6
- 18 novembre : Westmount 1 - Sarnia 13
- 25 novembre : Sarnia 18 - Westmount 13

Les Imperials de Sarnia gagnent la série 31-14

### Finale de l'Est
- 2 décembre : Rough Riders d'Ottawa 23 - Sarnia Imperials 1

Les Rough Riders d'Ottawa passent au match de la coupe Grey.

### 27eCoupe Grey
- 9 décembre : Les Blue Bombers de Winnipeg gagnent 8-7 contre les Rough Riders d'Ottawa au parc Lansdowne à Ottawa (Ontario).

## Honneurs individuels
- Trophée Jeff-Russel (courage, habileté, jeu propre et esprit sportif dans l'IRFU) : Bill Davies (AV), Royals de Montréal